# Heriaeus
Heriaeus is een geslacht van spinnen uit de  familie van de Thomisidae (krabspinnen).

## Soorten
- Heriaeus algericus Loerbroks, 1983
- Heriaeus buffoni (Audouin, 1826)[1]
- Heriaeus buffonopsis Loerbroks, 1983
- Heriaeus capillatus Utochkin, 1985
- Heriaeus charitonovi Utochkin, 1985
- Heriaeus crassispinus Lawrence, 1942
- Heriaeus delticus Utochkin, 1985
- Heriaeus fedotovi Charitonov, 1946
- Heriaeus fimbriatus Lawrence, 1942
- Heriaeus graminicola (Doleschall, 1852)
- Heriaeus hirtus (Latreille, 1819)
- Heriaeus horridus Tyschchenko, 1965
- Heriaeus latifrons Lessert, 1919
- Heriaeus maurusius Loerbroks, 1983
- Heriaeus melloteei Simon, 1886
- Heriaeus numidicus Loerbroks, 1983
- Heriaeus orientalis Simon, 1918
- Heriaeus pilosus Nosek, 1905
- Heriaeus setiger (O. P.-Cambridge, 1872)
- Heriaeus simoni Kulczynski, 1903
- Heriaeus spinipalpus Loerbroks, 1983
- Heriaeus transvaalicus Simon, 1895